# Losung Batu (Padang Bolak)
Losung Batu is een bestuurslaag in het regentschap Padang Lawas Utara van de provincie Noord-Sumatra, Indonesië. Losung Batu telt 203 inwoners (volkstelling 2010).